# Чепаково (Новоторъяльский район)
Чепаково (мар. Чопок) — деревня в Новоторъяльском районе Республики Марий Эл. Входит в состав Чуксолинского сельского поселения.

## География
Находится в северо-восточной части республики Марий Эл на расстоянии приблизительно 7 км по прямой на север-северо-восток от районного центра посёлка Новый Торъял.

## История
Известна с 1811 года как починок Чапашка, где проживали ясачные крестьяне, новокрещённые черемисы из починка Орья и села Кичма. В 1836 году в починке по реке Чапаково числилось 4 двора, 46 жителей. В 1884 году в починке в 3 дворах проживали черемисы, было 25 жителей. 
В 1905 году числилось 7 дворов, 43 человека. К 1925 году население увеличилось до 50 человек, все марийцы. В 1970 году в Чепаково осталось 8 жителей. Позже деревню Чепаково исключили из учётных данных, но после организации рыбсовхоза «Толмань» рабочие начали строить дома на месте бывшей деревни. В 1992 году в Чепаково было 5 хозяйств, 19 человек. В советское время работал колхоз «У корно».

## Население
Население составляло 46 человек (марийцы 87 %) в 2002 году, 43 человек в 2010 году.